# جیمی بلین
جیمی بلین (انگلیسی: Jimmy Blain؛ زادهٔ ۹ آوریل ۱۹۴۰) بازیکن فوتبال اهل بریتانیا است.
از باشگاه‌هایی که در آن بازی کرده‌است می‌توان به باشگاه فوتبال روترهام یونایتد اشاره کرد.